# Hervé Boissière
Hervé Boissière (* 12. September 1966 im Burgund) ist ein französischer Musikproduzent, der nach Tätigkeiten bei Warner Music und Naïve Records die Onlineplattform medici.tv gründete.

## Werk
Hervé Boissière hat über 500 Audio- und Videoaufnahmen produziert, viele davon mit internationalen Preisen ausgezeichnet.

## Ehrungen
- Orden der Künste und der Literatur (Ritter)